# Przywilej bieli

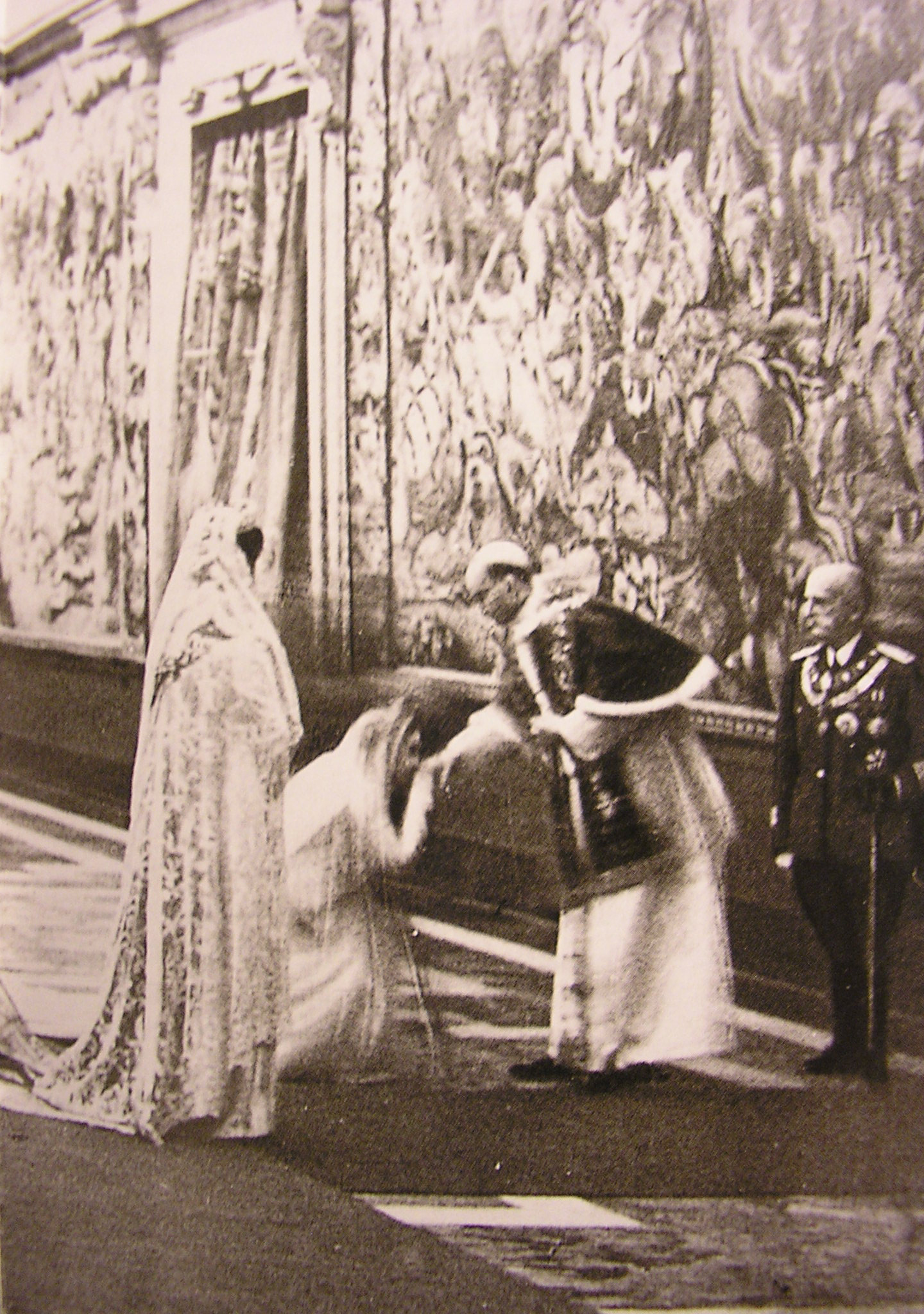
Królowa Włoch Helena i księżniczka Maria Józefa ubrane w białe stroje w obecności papieża Piusa XII na Kwirynale 27 grudnia 1939

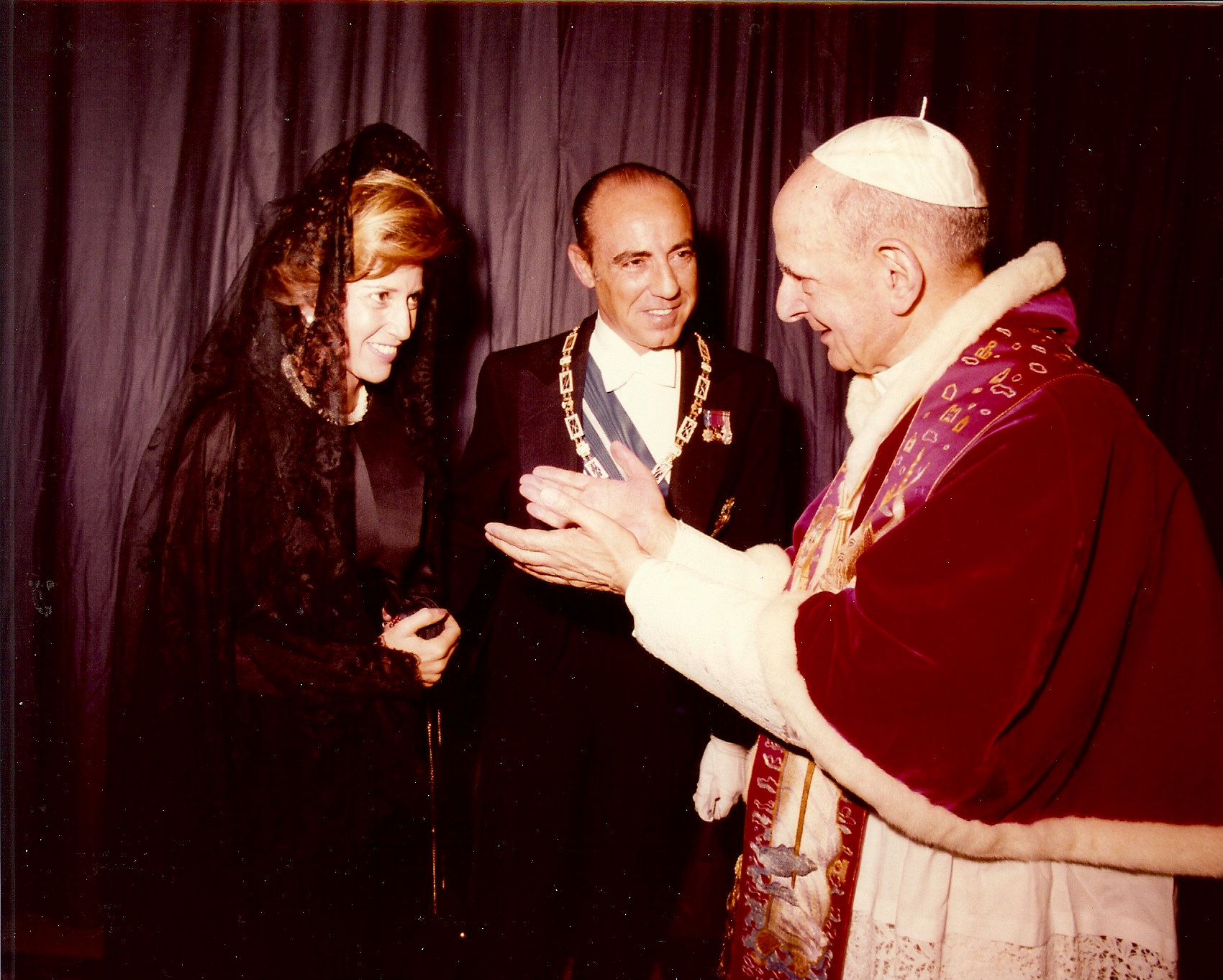
Na audiencji, w stroju tenue pontificale, u papieża Pawła VI

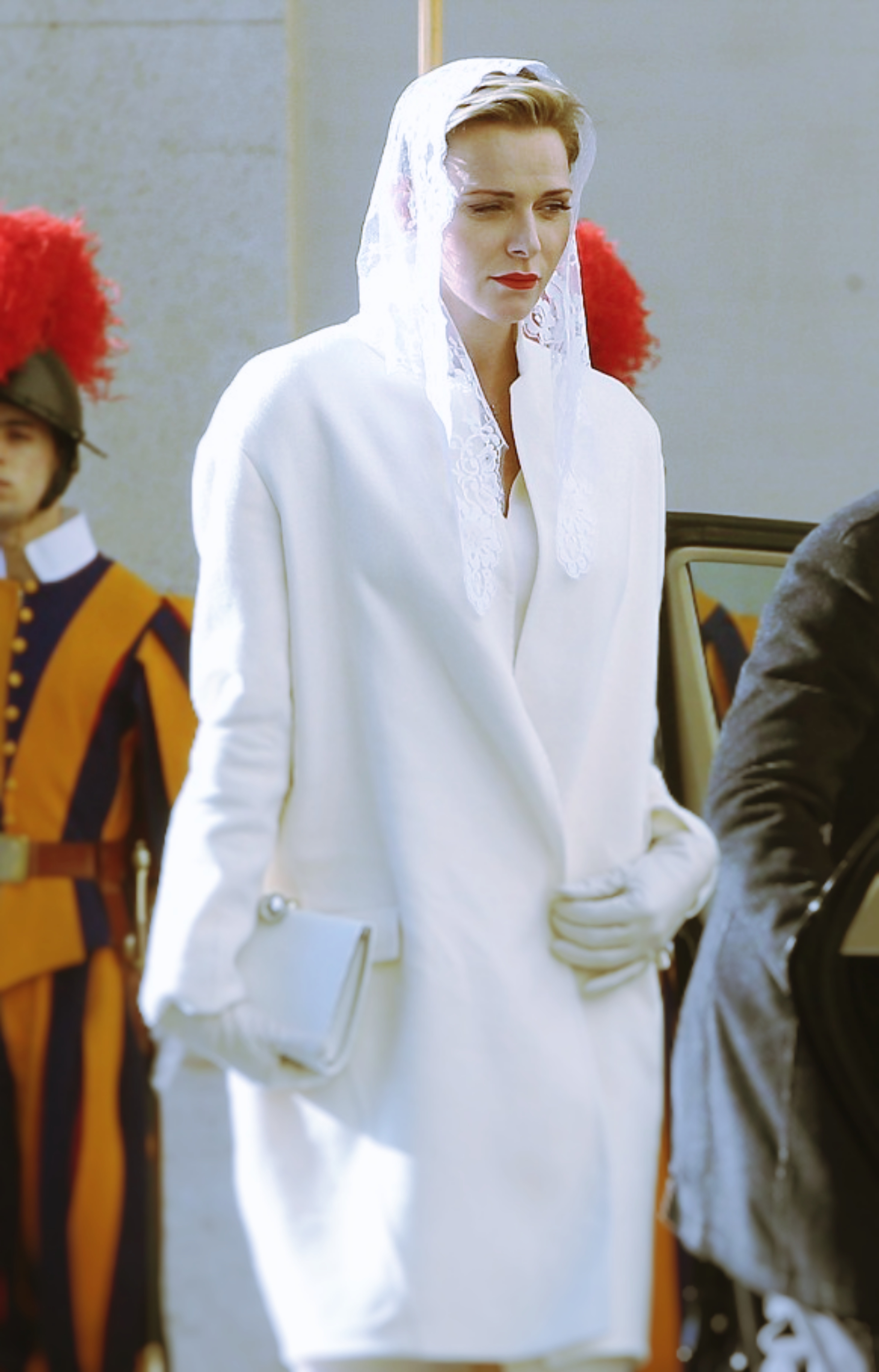
księżna Monako Charlene z oficjalną wizytą u Franciszka

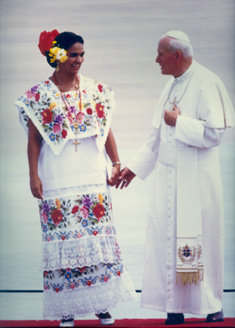
Spotkanie pani gubernator Jukatanu, w stroju narodowym, z papieżem Janem Pawłem II

Przywilej bieli (wł. il privilegio del bianco, fr. le privilège du blanc) – tradycja, zgodnie z którą wybrane katolickie królowe, księżne i księżniczki mogą nosić białą suknię i białą mantylę podczas audiencji u papieża.
Prefektura Domu Papieskiego czasami wydaje specjalne instrukcje, kiedy ten przywilej może zostać wykorzystany, np. podczas papieskiej audiencji lub mszy inaugurującej pontyfikat.
Arystokratka zachowuje przywilej według uznania papieża, pod warunkiem pozostawania dobrą katoliczką w oczach opinii publicznej, bycia żoną katolickiego monarchy lub na podstawie udzielonej przez papieża dyspensy. Arystokratka może swobodnie korzystać z przywileju w zależności od wagi wydarzenia i nie traci go, jeśli zdecyduje się na czarny strój na niektórych papieskich audiencjach.

## Historia
Współczesny protokół dyplomatyczny powstał w czasie Kongresu Wiedeńskiego w 1815 r. Dotyczy to również protokołu audiencji papieskich, choć niektóre reguły są znacznie starsze, np. precedencja ambasadorów powstała w 1504 r., za czasów papieża Juliusza II, z okazji wizyty króla Anglii Henryka VIII i nadal jest podstawą obecnie używanej listy.
Protokół papieskich audiencji przewiduje trzy rodzaje strojów dla kobiet: tenue pontificale, strój formalny i mniej formalny. Podobne reguły dotyczą mężczyzn. Każdy z tych trzech strojów może zostać zastąpiony strojem narodowym, o ile spełnia on wymagania dotyczące długości, zakrycia ramion i głowy.
Najbardziej formalny (łac. tenue pontificale) przeznaczony jest dla osób składających formalną lub oficjalną wizytę papieżowi, a także dla funkcjonariuszy w czasie papieskich ceremonii i w Domu Papieskim. Stanowią go: długa czarna suknia z długimi rękawami i czarna mantyla. Panie z Europy i z obszaru kultury hiszpańskiej często umieszczają we włosach wysoki grzebień z kości słoniowej, na który zakładają mantylę. W skład stroju mogą wchodzić również odznaki, ordery lub dyskretna i gustowna biżuteria. Szlachetnie urodzone panie, szczególnie z domów panujących, mogą założyć, pod mantylę, tiarę zamiast hiszpańskiego grzebienia.
Strój formalny to czarna sukienka do połowy łydki lub do kolan z długimi rękawami lub czarny szal zakrywający ramiona i czarna mantyla bez grzebienia. Strój mniej formalny, który nie był akceptowalny w obecności papieża do lat 70. XX w., oznacza konserwatywną (jaskrawe kolory są wykluczone, biały tylko dla pań cieszących się przywilejem bieli) sukienkę do połowy łydki lub do kolan z długimi rękawami. Nakrycie głowy dla pań w trakcie mszy jest nadal zgodne protokołem watykańskim, wynika bowiem z 1. listu św. Pawła do Koryntian.
Niektóre katolickie królowe i księżniczki mają tradycyjnie prawo noszenia bieli w obecności papieża. Białą suknię i białą mantylę na audiencjach mogły nosić królowe Włoch, Belgii, Hiszpanii, wielka księżna Luksemburga, księżne i księżniczki z dynastii sabaudzkiej.

## Kobiety współcześnie obdarzone przywilejem
W roku 2016 następujące kobiety miały prawo noszenia bieli podczas audiencji u papieża:
- królowa Hiszpanii Zofia (od wstąpienia męża na tron w 1975 roku)
- królowa Belgów Paola (od wstąpienia męża na tron w 1993 roku)
- wielka księżna Luksemburga Maria Teresa (od wstąpienia męża na tron 2000 roku)
- księżna Neapolu Marina (od 2003 roku)
- księżna Monako Charlene (od 2013 roku)
- królowa Belgów Matylda (od wstąpienia męża na tron w 2013 roku)
- królowa Hiszpanii Letycja (od wstąpienia męża na tron w 2014 roku)

Marina, księżna Neapolu, żona Wiktora Emmanuela, skorzystała z przywileju 18 maja 2003 roku podczas mszy świętej z okazji urodzin papieża Jana Pawła II, jako księżna pochodząca z domu Sabaudzkiego.
Charlene, księżna Monako, żona katolickiego monarchy, również skorzystała z przywileju w trakcie audiencji u papieża Benedykta XVI. Biuro Prasowe Stolicy Apostolskiej wydało później komunikat prasowy, w którym stwierdzono, że „zgodnie z wymaganiami watykańskiego ceremoniału, katolickim monarchiniom i księżniczkom wolno ubierać się w biel”. Charlène nie nosiła białych szat w trakcie inauguracyjnej mszy papieża Franciszka w 2013 roku, ani w trakcie mszy kanonizacyjnej papieża Jana Pawła II i papieża Jana XXIII w 2014. Skorzystała z przywileju po raz kolejny 18 stycznia 2016 roku podczas audiencji u papieża Franciszka w ramach oficjalnej wizyty w Watykanie jej męża, księcia Monako Alberta II.
Przywilej nie przysługuje żonom wszystkich katolickich monarchów, ani żonom niekatolickich monarchów. Pomimo że są katoliczkami, przywilej nie przysługuje żonie króla Lesotho czy żonie księcia Liechtensteinu. Do 2013 roku przywileju nie posiadała żona księcia Monako. Przywilej ten również nie został przyznany królowej Holandii Maksymie, która jest katolicką żoną protestanckiego króla Wilhelma Aleksandra.
Cherie Blair, żona byłego premiera Wielkiej Brytanii Tony Blaira, była krytykowana w 2006 roku za noszenie bieli podczas audiencji papieża Benedykta XVI w dniu 28 kwietnia 2006 roku. W rzeczywistości została zaproszona do zabrania głosu w trakcie watykańskiej konferencji w charakterze eksperta ds. dzieci i młodzieży. Benedykt XVI, dowiedziawszy się, że była w Watykanie, poprosił ją tylko z kilkuminutowym wyprzedzeniem, by się z nim spotkała, zmuszając ją do wystąpienia w stroju, który miała na sobie.

## Przykłady wykorzystania przywileju
Przywilej bieli nie jest używany na każdym spotkaniu z papieżem, najczęściej korzysta się z niego przy okazji najważniejszych wydarzeń w Watykanie i pozostaje do uznania członka rodziny monarszej, czasami na zaproszenie Prefekta Domu Papieskiego. Przywilej otrzymuje się na podstawie dyspensy papieża.
| Data                 | Arystokratka                                  | Papież       | Uwagi                                      | Źródła                      |
| -------------------- | --------------------------------------------- | ------------ | ------------------------------------------ | --------------------------- |
| 21 marca 2016        | wielka księżna Luksemburga Maria Teresa       | Franciszek   | Audiencja prywatna                         | [ 16 ]                      |
| 18 stycznia 2016     | księżna Monako Charlène                       | Franciszek   | Audiencja oficjalna                        | [ 3 ] [ 17 ]                |
| 9 marca 2015         | królowa Belgów Matylda                        | Franciszek   | Audiencja prywatna                         | [ 18 ] [ 19 ]               |
| 30 czerwca 2014      | królowa Hiszpanii Letycja                     | Franciszek   | Audiencja prywatna                         | [ 20 ]                      |
| 27 kwietnia 2014     | królowa Hiszpanii Zofia                       | Franciszek   | Kanonizacja Jana XXIII i Jana Pawła II     | [ 21 ]                      |
| 27 kwietnia 2014     | królowa Belgów Paola                          | Franciszek   | Kanonizacja Jana XXIII i Jana Pawła II     | [ 21 ]                      |
| 27 kwietnia 2014     | wielka księżna Luksemburga Maria Teresa       | Franciszek   | Kanonizacja Jana XXIII i Jana Pawła II     | [ 21 ]                      |
| 19 marca 2013        | królowa Belgów Paola                          | Franciszek   | Msza inaugurująca pontyfikat Franciszka    | [ 22 ]                      |
| 19 marca 2013        | wielka księżna Luksemburga Maria Teresa       | Franciszek   | Msza inaugurująca pontyfikat Franciszka    | [ 23 ]                      |
| 12 stycznia 2013     | księżna Monako Charlène                       | Benedykt XVI | Audiencja prywatna                         | [ 2 ] [ 24 ]                |
| 1 maja 2011          | wielka księżna Luksemburga Maria Teresa       | Benedykt XVI | Beatyfikacja Jana Pawła II                 | [ 25 ] [ 26 ]               |
| 1 maja 2011          | królowa Belgów Paola                          | Benedykt XVI | Beatyfikacja Jana Pawła II                 | [ 27 ]                      |
| 10 października 2009 | królowa Belgów Paola                          | Benedykt XVI | Audiencja prywatna                         | [ 6 ] [ 28 ] [ 29 ]         |
| 8 maja 2006          | wielka księżna Luksemburga Maria Teresa       | Benedykt XVI | Audiencja prywatna                         | [ 6 ] [ 25 ] [ 29 ]         |
| 24 kwietnia 2005     | królowa Hiszpanii Zofia                       | Benedykt XVI | Msza inaugurująca pontyfikat Benedykta XVI | [ 6 ] [ 25 ] [ 29 ]         |
| 24 kwietnia 2005     | wielka księżna Luksemburga Maria Teresa       | Benedykt XVI | Msza inaugurująca pontyfikat Benedykta XVI | [ 6 ] [ 25 ] [ 29 ]         |
| 3 października 2004  | królowa Belgów Fabiola                        | Jan Paweł II | Beatyfikacja cesarza Austrii Karola I      | [ 30 ] [ 31 ]               |
| 18 maja 2003         | księżna Neapolu Marina                        | Jan Paweł II | Msza z okazji urodzin papieża              | [ 3 ] [ 32 ] [ 33 ]         |
| 23 marca 2003        | wielka księżna Luksemburga Maria Teresa       | Jan Paweł II | Audiencja prywatna                         | [ 25 ] [ 34 ]               |
| 15 maja 1998         | królowa Belgów Paola                          | Jan Paweł II | Audiencja prywatna                         | [ 6 ]                       |
| 30 kwietnia 1981     | królowa Hiszpanii Zofia                       | Jan Paweł II | Audiencja prywatna                         | [ 29 ]                      |
| 22 października 1978 | wielka księżna Luksemburga Józefina Charlotta | Jan Paweł II | Msza inaugurująca pontyfikat Jana Pawła II | [ 29 ]                      |
| 22 października 1978 | królowa Hiszpanii Zofia                       | Jan Paweł II | Msza inaugurująca pontyfikat Jana Pawła II | [ 29 ]                      |
| 3 września 1978      | królowa Belgów Fabiola                        | Jan Paweł I  | Msza inaugurująca pontyfikat Jana Pawła I  | [ 29 ] [ 35 ]               |
| 3 września 1978      | wielka księżna Luksemburga Józefina Charlotta | Jan Paweł I  | Msza inaugurująca pontyfikat Jana Pawła I  | [ 25 ]                      |
| 3 września 1978      | królowa Hiszpanii Zofia                       | Jan Paweł I  | Msza inaugurująca pontyfikat Jana Pawła I  | [ 29 ] [ 35 ]               |
| 10 lutego 1977       | królowa Hiszpanii Zofia                       | Paweł VI     | Audiencja prywatna                         |                             |
| 6 maja 1965          | wielka księżna Luksemburga Józefina Charlotta | Paweł VI     | Audiencja prywatna                         | [ 25 ]                      |
| 9 czerwca 1961       | królowa Belgów Fabiola                        | Jan XXIII    | Audiencja prywatna                         | [ 29 ] [ 36 ]               |
| 27 grudnia 1939      | królowa Włoch Helena                          | Pius XII     | Przyjęcie na Kwirynale                     | [ 37 ] [ 38 ] [ 39 ]        |
| 27 grudnia 1939      | księżna Piemontu Maria Józefa                 | Pius XII     | Przyjęcie na Kwirynale                     | [ 38 ] [ 39 ]               |
| 12 marca 1939        | księżna Piemontu Maria Józefa                 | Pius XII     | Koronacja papieża                          | [ 40 ]                      |
| 23 stycznia 1939     | księżna Maria Franciszka Sabaudzka            | Pius XI      | Audiencja prywatna po ślubie               | [ 41 ]                      |
| 8 stycznia 1930      | księżna Piemontu Maria Józefa                 | Pius XI      | Audiencja prywatna po ślubie               | [ 42 ] [ 43 ]               |
| 28 grudnia 1929      | księżniczka Genui Maria Adela                 | Pius XI      | Audiencja prywatna                         | [ 44 ]                      |
| 7 grudnia 1929       | księżniczka Joanna Sabaudzka                  | Pius XI      | Audiencja prywatna                         | [ 45 ]                      |
| 7 grudnia 1929       | księżniczka Maria Franciszka Sabaudzka        | Pius XI      | Audiencja prywatna                         | [ 45 ]                      |
| 5 grudnia 1929       | królowa Włoch Helena                          | Pius XI      | Audiencja prywatna                         | [ 29 ] [ 46 ] [ 47 ] [ 48 ] |
| 7 czerwca 1929       | królowa Włoch Helena                          | Pius XI      | Audiencja prywatna                         | [ 49 ]                      |
| 19 listopada 1923    | królowa Hiszpanii Wiktoria Eugenia            | Pius XI      | Audiencja prywatna                         | [ 50 ] [ 51 ]               |